# 4370 Дікенс
4370 Дікенс (4370 Dickens) — астероїд головного поясу, відкритий 22 вересня 1982 року.
Тіссеранів параметр щодо Юпітера — 3,641.